# Sadio Doucouré
Pour les articles homonymes, voir Doucouré.
Sadio Doucouré, né le 27 juillet 1992 à Corbeil-Essonnes en France, est un joueur franco-malien de basket-ball. Il évolue au poste d'ailier.

## Biographie
En avril 2021, il s'est retrouvé impliqué dans une affaire au Conseil des prud'hommes contre l'Élan béarnais en raison d'un litige contractuel avec son ancien club. L'affaire est actuellement en cours d'examen à la Cour d'appel de Pau, qui rendra sa décision le 15 février 2024.